# Orthotrichum incurvomarginatum
Orthotrichum incurvomarginatum är en bladmossart som beskrevs av Jette Lewinsky och Rooy 1990. Orthotrichum incurvomarginatum ingår i släktet hättemossor, och familjen Orthotrichaceae. Inga underarter finns listade i Catalogue of Life.